# Бисери од песама (ТВ кратки филм)
Бисери од песама је југословенски кратки ТВ филм из 1980. године. Режирао га је Јован Коњовић  који је написао и сценарио по делу Лазе Костића.

## Улоге
| Глумац           | Улога |
| ---------------- | ----- |
| Иван Јагодић     |       |
| Јован Милићевић  |       |
| Зоран Радмиловић |       |
| Љуба Тадић       |       |
| Милош Жутић      |       |